# Itàlia nord-oest (circumscripció del Parlament Europeu)
En les eleccions al Parlament Europeu, Itàlia nord-oest és una circumscripció  del Parlament Europeu, que inclou les regions de Vall d'Aosta, Liguria, Llombardia i Piemont.. Les altres circumscripcions són les d'Itàlia nord-est, Itàlia central, Itàlia sud i Illes italianes.
Com les altres circumscripcions italianes, té només un objectiu de procediment d'elegir els diputats elegits dins de les llistes de partits, ja que la distribució d'escons entre els diferents partits es calcula a nivell nacional (anomenat Collegio Unico Nazionale, Circumscripció Nacional Única).

## Membres del Parlament Europeu escollits el 1979
|  | Democràcia Cristiana                | EPP | 34,4% | 8 | Maria L. Cassanmagnago Giovanni Giavazzi Silvio Lega Luigi Macario Mario Pedini - |
|  | Partit Comunista Italià             | COM | 28,7% | 7 |                                                                                   |
|  | Partit Socialista Italià            | PES | 12,4% | 3 |                                                                                   |
|  | Partit Liberal Italià               | ELD | 6,3%  | 2 |                                                                                   |
|  | Partit Socialista Democràtic Italià | PES | 4,7%  | 1 |                                                                                   |
|  | Partit Radical                      | TGI | 4,1%  | 1 |                                                                                   |
|  | Moviment Social Italià              | Cap | 3,6%  | 1 | Francesco Petronio                                                                |
|  | Partit Republicà Italià             | ELD | 3,0%  | 1 | Susanna Agnelli                                                                   |
|  | Democràcia Proletària               | TGI | 0,9%  | 1 | Mario Capanna                                                                     |